# Barbara Parkins
Pour les articles homonymes, voir Parkins.

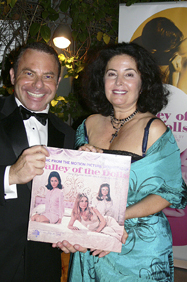
Barbara Parkins signant un autographe en 2006.

Barbara Parkins est une actrice canadienne, née le 22 mai 1942 à Vancouver (Canada).
Une grande amitié la liait à sa partenaire de La Vallée des poupées, Sharon Tate.

## Filmographie
- 1961 : 20,000 Eyes : High School Girl
- 1964 : Peyton Place (série TV) : Betty Anderson Harrington Cord Harrington
- 1967 : La Vallée des poupées (Valley of the Dolls) : Anne Welles
- 1970 : Puppet on a Chain : Maggie
- 1970 : La Lettre du Kremlin (The Kremlin Letter) : B.A.
- 1971 : Satan, mon amour (The Mephisto Waltz) de Paul Wendkos : Roxanne Delancey
- 1971 : La Maison sous les arbres : Cynthia
- 1971 : A Taste of Evil (TV) : Susan Wilcox
- 1972 : Ghost Story (TV) : Eileen
- 1972 : Asylum : Bonnie
- 1973 : Snatched (TV) : Barbara Maxvill
- 1974 : Christina : Christina / Kay
- 1974 : Jennie: Lady Randolph Churchill (feuilleton TV) : Leonie
- 1976 : Law of the Land (TV) : Jane Adams
- 1976 : Parole d'homme (Shout at the Devil) de Peter R. Hunt : Rosa O'Flynn / Oldsmith
- 1976 : Captains and the Kings (feuilleton TV) : Martinique
- 1977 : Testimony of Two Men (feuilleton TV) : Marjorie Ferrier / Hilda Eaton
- 1977 : Young Joe, the Forgotten Kennedy (TV) : Vanessa Hunt
- 1978 : Ziegfeld: The Man and His Women (en) (TV) : Anna Held
- 1978 : The Critical List (TV) : Angela Adams
- 1979 : Le Secret de la banquise (Bear Island) de Don Sharp : Judith Rubin
- 1981 : The Manions of America (feuilleton TV) : Charlotte Kent
- 1982 : Breakfast in Paris : Jackie Wyatt
- 1983 : L'Hôpital en flammes (Uncommon Valor) (TV) : Dr Margaret Houghton
- 1984 : Calendrier sanglant (en) (Calendar Girl Murders) (TV) : Cleo Banks
- 1984 : To Catch a King (TV) : La Duchesse de Windsor
- 1985 : Peyton Place: The Next Generation (TV) : Betty Harrington Cord
- 1986 : Perry Mason: The Case of the Notorious Nun (TV) : Ellen Cartwright
- 1991 : Scene of the Crime (série TV) : divers personnages
- 1998 : Scandaleusement vôtre (Scandalous Me: The Jacqueline Susann Story) (TV) : Annie Laurie Williams